# Helmut Reibig
Ernst Helmut Reibig (* 14. Mai 1912 in Meißen; † 16. Oktober 2006 ebenda) war ein deutscher Historiker, Denkmalpfleger und Museumsleiter.

## Leben
Ernst Helmut Reibig wurde als einer von zwei Söhnen des Meißner Unternehmers Ernst Reibig geboren. Er besuchte das Franziskaneum und absolvierte eine Lehre als Buchhändler. Während des Zweiten Weltkriegs war er aufgrund seiner Mitgliedschaft in der KPD zeitweise inhaftiert, später als Prokurist für die Firma Adler & Henzen in Coswig tätig. Nach dem Zweiten Weltkrieg studierte Reibig Geschichte an der Humboldt-Universität zu Berlin. 
Ab 1949 verwaltete er den Nachlass des Kunstsammlers Ernst Otto Horn und war für die Gründung der Otto-und-Emma-Horn-Stiftung verantwortlich. Zwischen 1954 und 1988 oblag Reibig als Archivrat die Leitung des Meißner Stadtmuseums. Reibig war daneben Mitbegründer des Kulturbundes, Redaktionsmitglied der Zeitung Meißner Heimat und Dozent für Literatur und Geschichte an der Volkshochschule. Darüber hinaus war er aktiv in der Denkmalpflege tätig.
Im Jahr 2006, kurz vor seinem Tod, wurde ihm für sein Lebenswerk die Ehrenbürgerschaft der Stadt Meißen verliehen.

## Veröffentlichungen (Auswahl)
- Meißen. Meißen 1955.
- mit Erich Fritzsch: Meissen. Geschichte und Gesicht einer Stadt. Brockhaus, Leipzig 1964.
- Meißen und Umgebung: Diesbar, Seußlitz, Radebeul. Brockhaus, Leipzig 1967.
- Otto Walcha: Meissener Porzellan. Bertelsmann-Lexikon-Verlag, Gütersloh 1975.
- Meissen in Alten Ansichten. Europäische Bibliothek, Zaltbommel 1991.